# Jody Wilson-Raybould

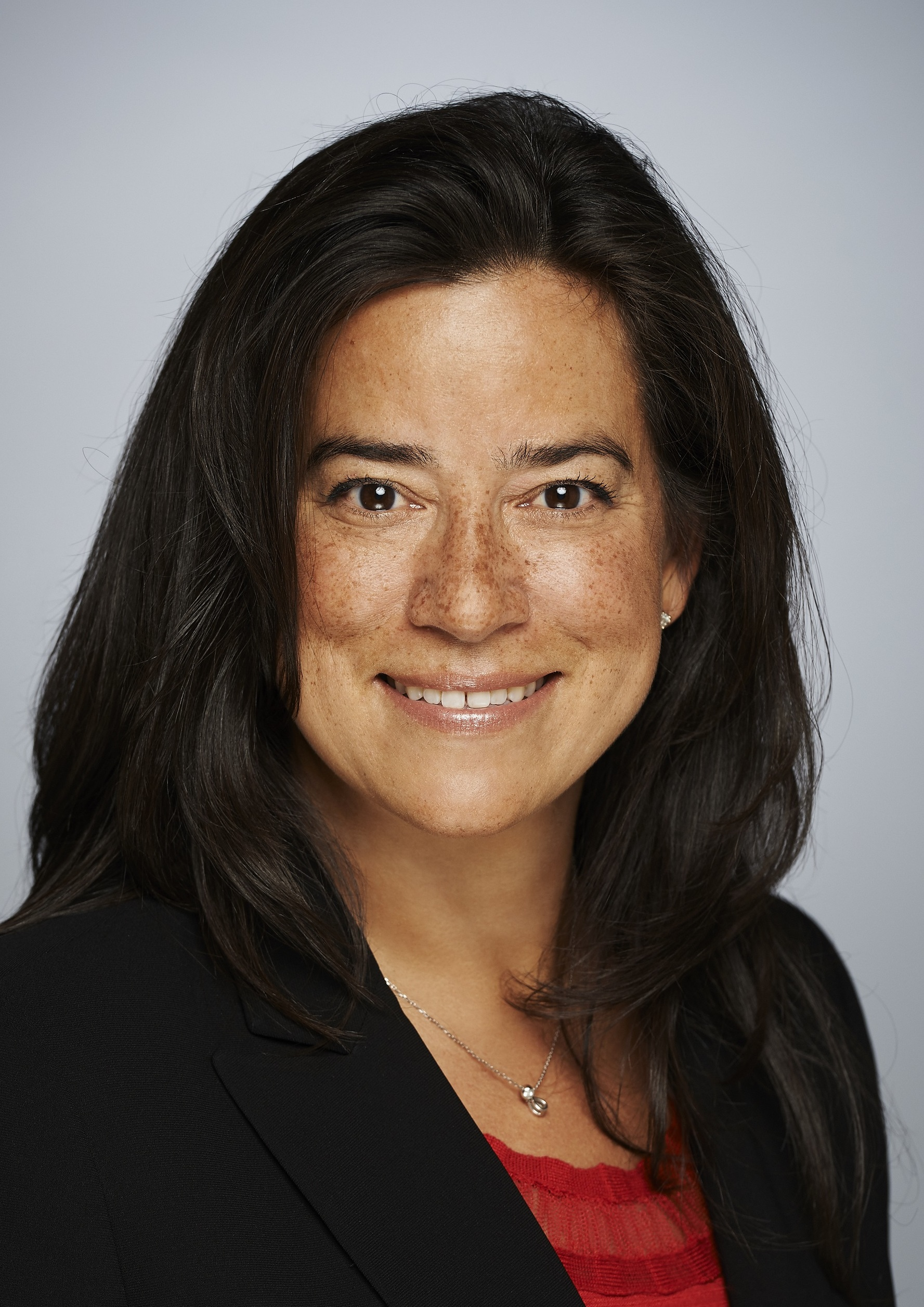
Jody Wilson-Raybould, 2014

Jody Wilson-Raybould (* 23. März 1971 in Vancouver), in der Sprache Kwak'wala Puglaas genannt, ist eine kanadische Politikerin, die bis April 2019 Mitglied der Liberalen Partei Kanadas war. Von November 2015 bis Januar 2019 war sie die Justizministerin, anschließend bis Februar die Veteranenministerin ihres Landes. Von 2015 bis 2021 war sie Abgeordnete im Unterhaus.

## Leben
Wilson-Raybould ist Nachfahrin von Mitgliedern des indigenen Tsawataineuk- und des Laich-kwil-tach-Stammes und sie wuchs auf der Vancouver Island auf. Ihr Vater Bill Wilson war ein Aktivist für die Rechte der indigenen Bevölkerung Kanadas. Sie studierte Politikwissenschaften und Geschichte an der University of Victoria und Rechtswissenschaften an der University of British Columbia. Wilson-Rayboult war anschließend unter anderem als Staatsanwältin tätig, engagierte sich in der indigenen Politik und wurde im Jahr 2009 regionale Vorsitzende in der Versammlung der First Nations.
Bei der Unterhauswahl 2015 kandidierte Wilson-Raybould erstmals für die liberale Partei und sie zog in das kanadische Unterhaus ein. Sie vertrat dort den Wahlkreis Vancouver Granville. Am 4. November 2015 wurde sie unter dem neuen Premierminister Justin Trudeau zur Justizministerin und zum Attorney General ernannt. Sie war dabei die erste indigene Person, die diesen Posten erhielt. Als Justizministerin war sie unter anderem für die Legalisierung von Cannabis und die gesetzliche Regelung der aktiven Sterbehilfe zuständig.
Zum 14. Januar 2019 versetzte Trudeau sie ins Amt als Ministerin für Veteranen. Wilson-Raybould hatte dieses nur knapp ein Monat inne, als sie am 12. Februar 2019 zurücktrat. Sie gab als Begründung an, dass Trudeau in ihrer Zeit als Justizministerin Einfluss auf Ermittlungen gegen das kanadische Unternehmen SNC Lavalin nehmen wollte. Dieses stand im Verdacht, Schmiergeldzahlungen an den ehemaligen libyschen Machthaber Muammar al-Gaddafi geleistet zu haben. Auch ihre damalige Parteikollegin Jane Philpott trat etwas später mit der gleichen Begründung zurück.
Nachdem Wilson-Raybould diese Vorwürfe an Trudeau veröffentlichte, wurde sie im April 2019 aus der Partei exkludiert und sie wurde im Unterhaus unabhängige Abgeordnete. Bei der Wahl im Oktober 2019 zog sie als unabhängige Kandidatin erneut ins Parlament ein. Im September 2021 veröffentlichte sie das Buch Indian in the Cabinet: Speaking Truth to Power, indem sie unter anderem ihre Sicht auf die Zeit ihres Rücktritts schilderte. Bei der Kanadischen Unterhauswahl 2021 trat sie nicht erneut an.